# Heterotanoides meridionalis
Heterotanoides meridionalis är en kräftdjursart som beskrevs av Jürgen Sieg 1986. Heterotanoides meridionalis ingår i släktet Heterotanoides och familjen Leptocheliidae. Inga underarter finns listade i Catalogue of Life.